# Parallelia juncta
Parallelia juncta là một loài bướm đêm trong họ Erebidae.